# Carinotetraodon travancoricus
Carinotetraodon travancoricus – gatunek słodkowodnej ryby z rodziny rozdymkowatych. Bywa hodowana w akwariach.

## Wygląd
Mała ryba dorastająca do 2,5 cm długości, żółto-złota w ciemne plamy, potrafi zmieniać chwilowo kolory. Każde oko może patrzeć w inną stronę i mrugać. Nie posiada łusek.

## Występowanie
Indie, stan Kerala

## Parametry wody
pH 7; Temperatura 24-27 °C; 5-15 GH

## Pokarm
Żywy, mrożony, małe ślimaki i krewetki.